# La Concepción (Sonora)
La Concepción es una ranchería del municipio de Yécora ubicada en el este del estado mexicano de Sonora, en la zona alta de la Sierra Madre Occidental y cercana al límite con el vecino estado de Chihuahua. La ranchería es la novena localidad más habitada del municipio, ya que según los datos del Censo de Población y Vivienda realizado en 2010 por el Instituto Nacional de Estadística y Geografía (INEGI), La Concepción tiene un total de 99 habitantes.

## Geografía
La Concepción se ubica en el centro del estado de Sonora, al oeste del territorio del municipio de Baviácora, sobre las coordenadas geográficas 26°19′17.22″ de latitud norte y 19°12′13.669″ de longitud oeste del meridiano de Greenwich, a una altura media de 743 metros sobre el nivel del mar.